# آندرئا بیانکی
آندرئا بیانکی (ایتالیایی: Andrea Bianchi؛ ۳۱ مارس ۱۹۲۵ – ۱۴ نوامبر ۲۰۱۳) کارگردان فیلم، فیلم‌نامه‌نویس، تدوین‌گر و نویسنده اهل ایتالیا بود.
از فیلم‌هایی که وی در آن‌ها نقش داشته‌است، می‌توان به زن سیسیلی و برهنه، خواهرزاده نازنین عزیز، اعترافات یک زن خانه‌دار ناکام، جزیره گنج، فریاد یک فاحشه، برهنه برای قاتل و مالابیمبا – بدکاره بدخواه اشاره نمود.